# Portada/article novembre 8

## Klaus Ebner
Klaus Ebner (Viena, Àustria, 8 d'agost de 1964) és un escriptor austríac que escriu en alemany i, a més, un poeta en català. La seva obra consta de narrativa, assaig i poesia. Durant la dècada del 1980 va publicar llibres especialitzats sobre programaris i alguns primers textos literaris en revistes. Tradueix obres literàries del francès i del català a l'alemany. És soci d'associacions austríaques d'escriptors, com per exemple la Grazer Autorinnen Autorenversammlung, i de l'Associació d'Escriptors en Llengua Catalana.